# 愛知県道77号足助下山線
愛知県道77号足助下山線（あいちけんどう77ごう あすけしもやません）は、愛知県豊田市内を通る主要地方道である。

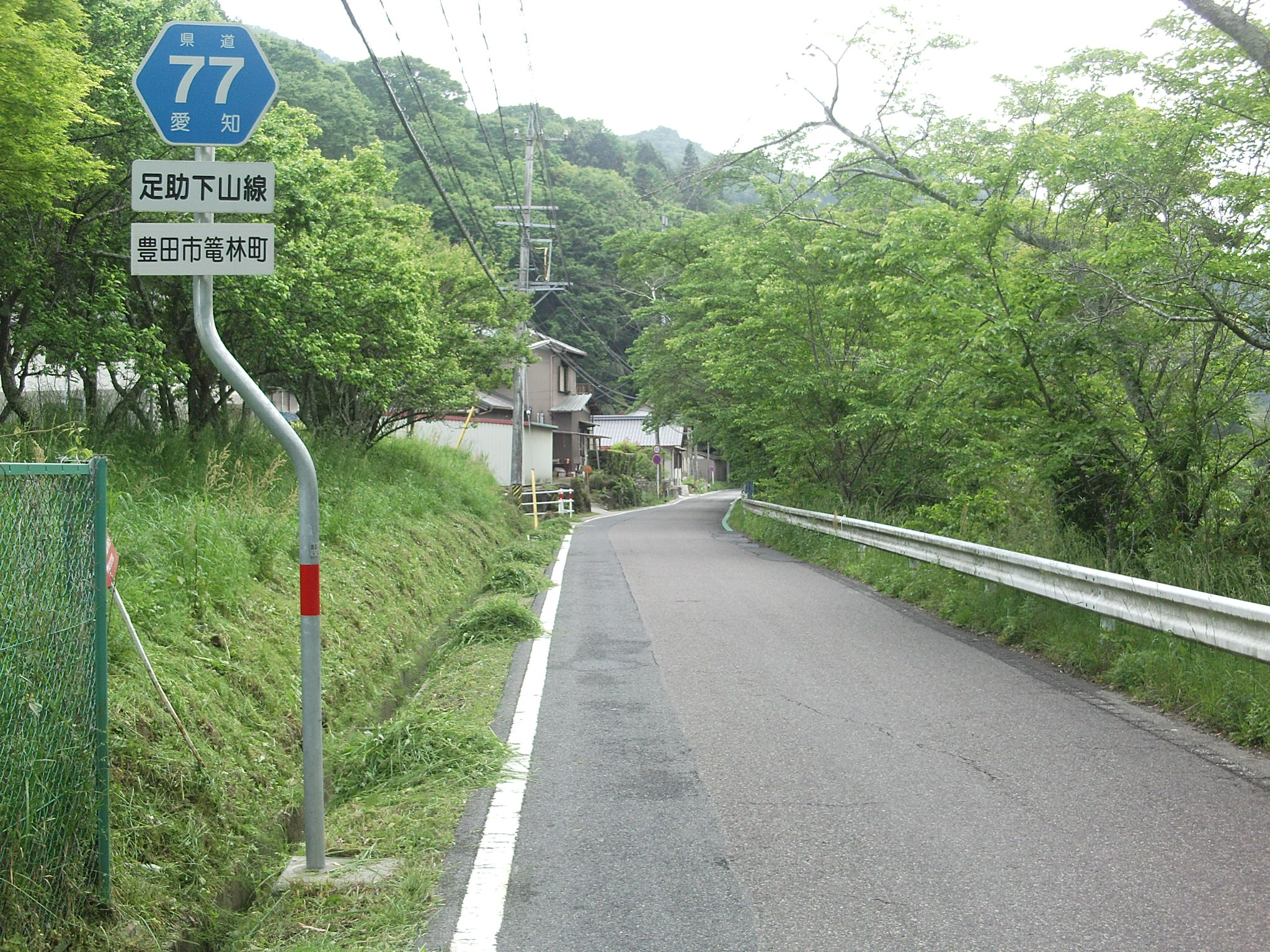
足助側。香嵐渓シーズン時の渋滞回避ルートの一つ。起点付近は平坦だが、山に入ると道は険しくなる。（豊田市篭林町）

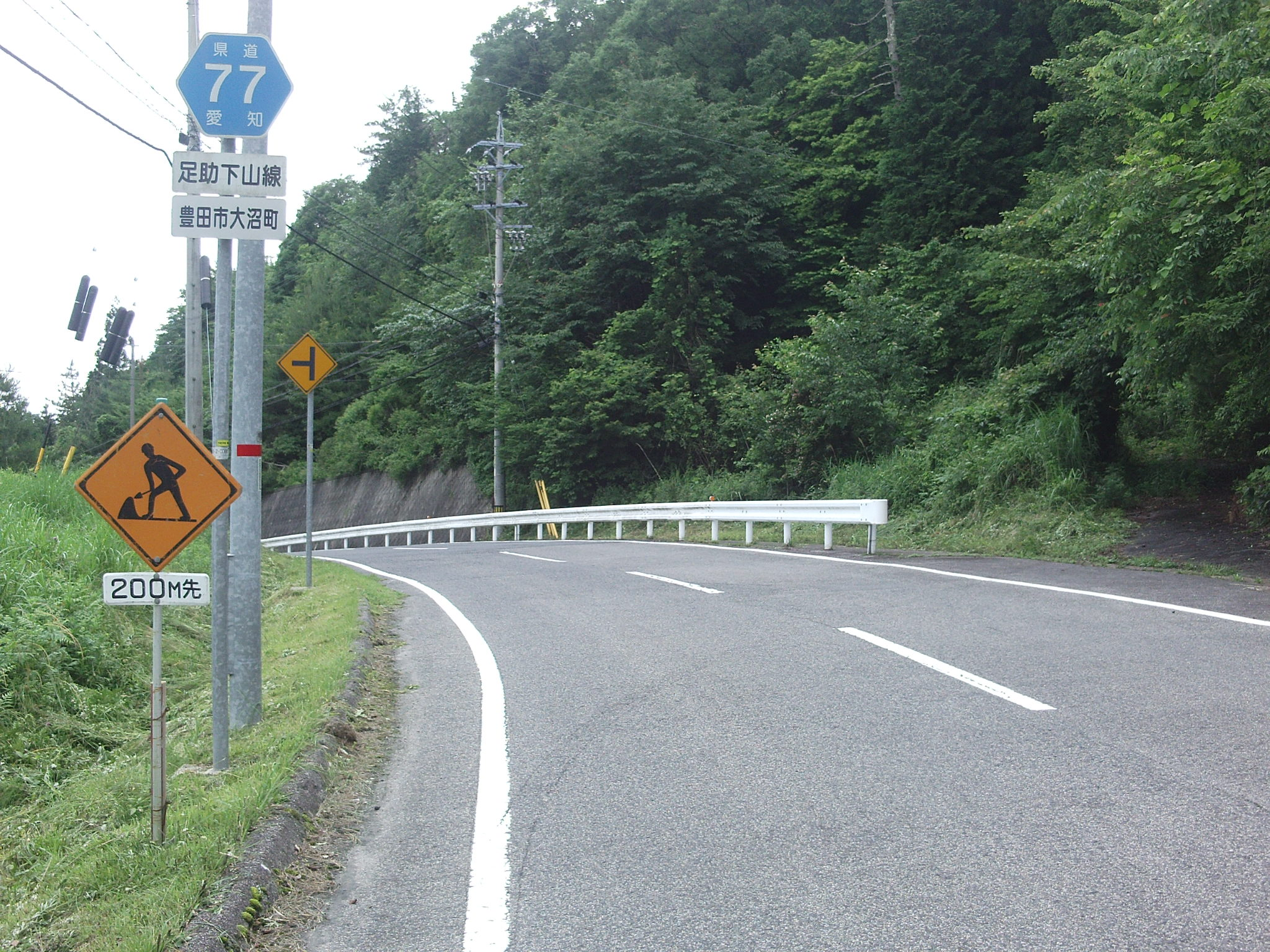
下山側。離合困難区間もあるが、拡幅工事も進んでいる。（豊田市大沼町）

## 概要

### 路線データ
- 起点：愛知県豊田市近岡町（足助新橋北交差点：国道153号・国道420号交点）
- 終点：愛知県豊田市大沼町（根崎交差点：国道301号交点）

## 沿革
- 1962年（昭和37年）4月1日 - 愛知県が一般県道449号足助下山線を認定。
- 1982年（昭和57年）4月1日 - 建設省（現・国土交通省）が主要地方道に指定。
- 1983年（昭和58年）2月21日 - 愛知県が主要地方道認定に伴い整理番号を449から77へ変更。

## 接続路線
- 国道153号（飯田街道）・国道420号（足助新橋北交差点）
- 愛知県道363号作手善夫大沼線（豊田市大沼町）
- 愛知県道477号東大見岡崎線（大沼街道）（豊田市大沼町 - 根崎交差点で重複）
- 国道301号（挙母街道）（根崎交差点）

## 沿線
- 豊田市役所下山支所
- 豊田市立下山中学校
- 豊田市立大沼小学校
- ロイヤルCC下山コース